# Роган-Полдю, Эммануэль де
Эммануил де Роган-Полдю (фр. Emmanuel de Rohan-Polduc; 1725—1797) — последний представитель младшей ветви французского баронского рода Роганов, предпоследний великий магистр независимого Мальтийского ордена (в 1775—1797 годах).

## Биография
Роган родился в Испании, куда его отец, бретонский дворянин, был изгнан за участие в заговоре Понкалле. Участников заговора обвиняли в намерении сдать Бретань испанскому королю. В молодости Роган вступил в Мальтийский орден, служил пармскому герцогу и адмиралом мальтийских галер.
После избрания великим магистром Роган пытался приостановить разложение ордена и разработал кодекс поведения рыцарей, который остаётся в силе и назван его именем. Он укрепил бастионы Валлетты и восстановил древний Зеббудж в правах города, дав ему своё имя.
Мощный удар по экономическому благополучию Мальты нанесла Французская революция. В связи с секуляризацией церковных имуществ французские командорства, приносившие ордену основную часть дохода, упразднялись, а члены иностранных религиозных орденов теряли французское гражданство.
Французские законодатели рассчитывали, ослабив орден, овладеть стратегически расположенными островами. Свою роль в антиорденском законодательстве сыграло и всеобщее убеждение в сращивании структур ордена с международным масонством.
В 1791 году Мальтийский орден оказался на грани банкротства, а командора Рогана постиг апоплексический удар, оставивший его частично парализованным. В 1790-е годы, чтобы сохранить древний орден на плаву, Роган лихорадочно ищет новые источники дохода — и находит их в польском командорстве, учреждённом по завещанию последнего князя Острожского на Волыни.
Разделы Польши превратили польское приорство ордена во владение российской императрицы Екатерины II. В этих условиях Роган пошёл на сближение с Россией. За отношения с императрицей в ордене отвечал особый агент, граф Джулио Литта, в 1798 году связавший себя узами брака с племянницей Потёмкина.
Пророссийская политика Рогана привела после его смерти к интеграции Мальтийского ордена в государственный аппарат Российской империи.